# 빅터 웡

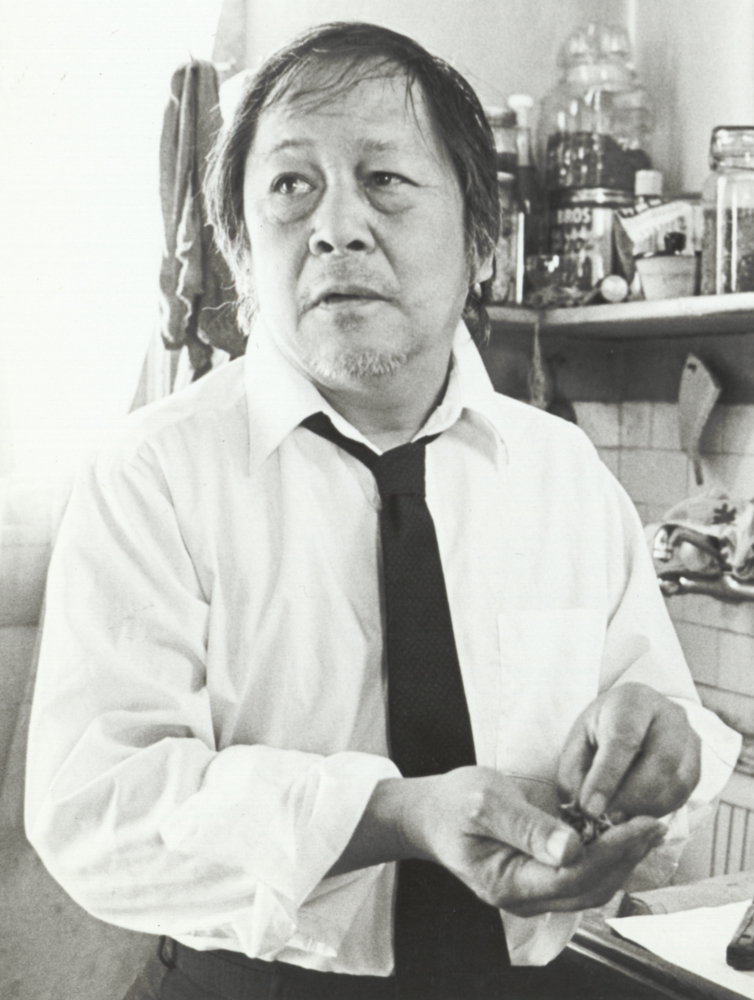

빅터 웡(Victor Wong, 黄自強, 황즈치앙, 1927년 7월 30일 ~ 2001년 9월 12일)은 미국의 배우, 예술가, 중국계 미국인 기자이다.
1980년대와 1990년대에 걸쳐 여러 영화의 조연으로 출연했으며 여기에는 존 카펜터의 컬트 영화 빅 트러블 (1986년 20세기 폭스 영화), 마지막 황제, 불가사리 (1990년 영화) 등이 있다.

## 참여 작품

### 영화
- 이어 오브 드래곤
- 빅 트러블 (1986년 20세기 폭스 영화)
- 상하이 유혹
- 골든 차일드 (영화)
- 마지막 황제
- 프린스 오브 다크니스 (영화)
- 불가사리 (1990년 영화)
- 미스테리 데이트
- 닌자 키드 (영화)
- 조이 럭 클럽
- 닌자 키드 3
- 제이드 (영화)
- 티벳에서의 7년 (영화)